# Presidente Figueiredo
Presidente Figueiredo, amtlich Município de Presidente Figueiredo, ist eine brasilianische Gemeinde im Bundesstaat Amazonas. Nachbarstädte sind im Westen Novo Airão, im Norden Rorainópolis (Roraima), im Osten Urucará, São Sebastião do Uatumã, im Südwesten Manaus und im Süden Rio Preto da Eva. Die Stadt ist von der Fläche her die 37. größte Brasiliens und hat die zehnfache Fläche des Saarlandes. Die Stadt wird auch Land der Wasserfälle genannt. Die Bevölkerungszahl wurde zum 1. Juli 2019 auf 36.279 Einwohner geschätzt, die auf einer Gemeindefläche von rund 25.459 km² leben und Figueiredenser genannt werden.

## Namensherkunft
Benannt wurde die Gemeinde zu Ehren des ersten Präsidenten der Provinz Amazonas João Batista de Figueiredo Tenreiro Aranha.

## Geografie

### Lage
Die Stadt liegt 107 km von der Hauptstadt des Bundesstaates (Manaus) entfernt.

### Gewässer
Die Gemeinde liegt am 2360 km² großen Balbina-Stausee, der von manchen als eine der größten Umweltkatastrophen in Amazonas angesehen wird. Der Rio Uatumã, ein Nebenfluss des Amazonas, speist den Stausee.

### Klima
In der Stadt herrscht Tropisches Regenwaldklima (Monsun), nach der Effektive Klimaklassifikation von Köppen und Geiger Af. Die Jahresdurchschnittstemperatur liegt bei 27,1 °C. Jährlich fallen etwa 2975 mm Niederschlag. In den meisten Monaten des Jahres gibt es starke Niederschläge. Die Trockenzeit ist kurz.
|                       | Jan  | Feb  | Mär  | Apr  | Mai  | Jun  | Jul  | Aug  | Sep  | Okt  | Nov  | Dez  |   |      |
| Mittl. Tagesmax. (°C) | 30,7 | 30,8 | 30,7 | 30,7 | 30,7 | 31,1 | 32,0 | 32,4 | 32,6 | 32,3 | 31,6 | 31,6 | ⌀ | 31,4 |
| Mittl. Tagesmin. (°C) | 22,6 | 22,8 | 22,9 | 22,8 | 22,6 | 22,3 | 22,5 | 22,8 | 23,1 | 23,1 | 23,0 | 22,7 | ⌀ | 22,8 |
|                       |      |      |      |      |      |      |      |      |      |      |      |      |   |      |
| Niederschlag (mm)     | 240  | 220  | 320  | 410  | 410  | 260  | 170  | 130  | 140  | 190  | 220  | 245  | Σ | 2955 |

| 22,6 |

| 22,8 |

| 22,9 |

| 22,8 |

| 22,6 |

| 22,3 |

| 22,5 |

| 22,8 |

| 23,1 |

| 23,1 |

| 23,0 |

| 22,7 |

| 22,6 |

| 22,8 |

| 22,9 |

| 22,8 |

| 22,6 |

| 22,3 |

| 22,5 |

| 22,8 |

| 23,1 |

| 23,1 |

| 23,0 |

| 22,7 |

| N i e d e r s c h l a g | 240 | 220 | 320 | 410 | 410 | 260 | 170 | 130 | 140 | 190 | 220 | 245 |
|                         | Jan | Feb | Mär | Apr | Mai | Jun | Jul | Aug | Sep | Okt | Nov | Dez |

## Verkehr
Die Bundesstraße BR-174 führt durch die Stadt und verbindet sie mit Manaus. Die Landesstraße AM-240 mündet in der Stadt auf die Bundesstraße.

## Wirtschaft
Der Ökotourismus ist ein wichtiger Wirtschaftszweige. Das Ministerium für Tourismus hat über 100 Wasserfälle und zahlreiche Höhlen im Distrikt ausgewiesen.

## Durchschnittseinkommen und HDI
Das monatliche Durchschnittseinkommen lag 2017 bei dem 3,2-fachen des Minimalslohns von 880 Real oder rund 2822 R$ (647 €), der Index der menschlichen Entwicklung (HDI) bei 0,647.

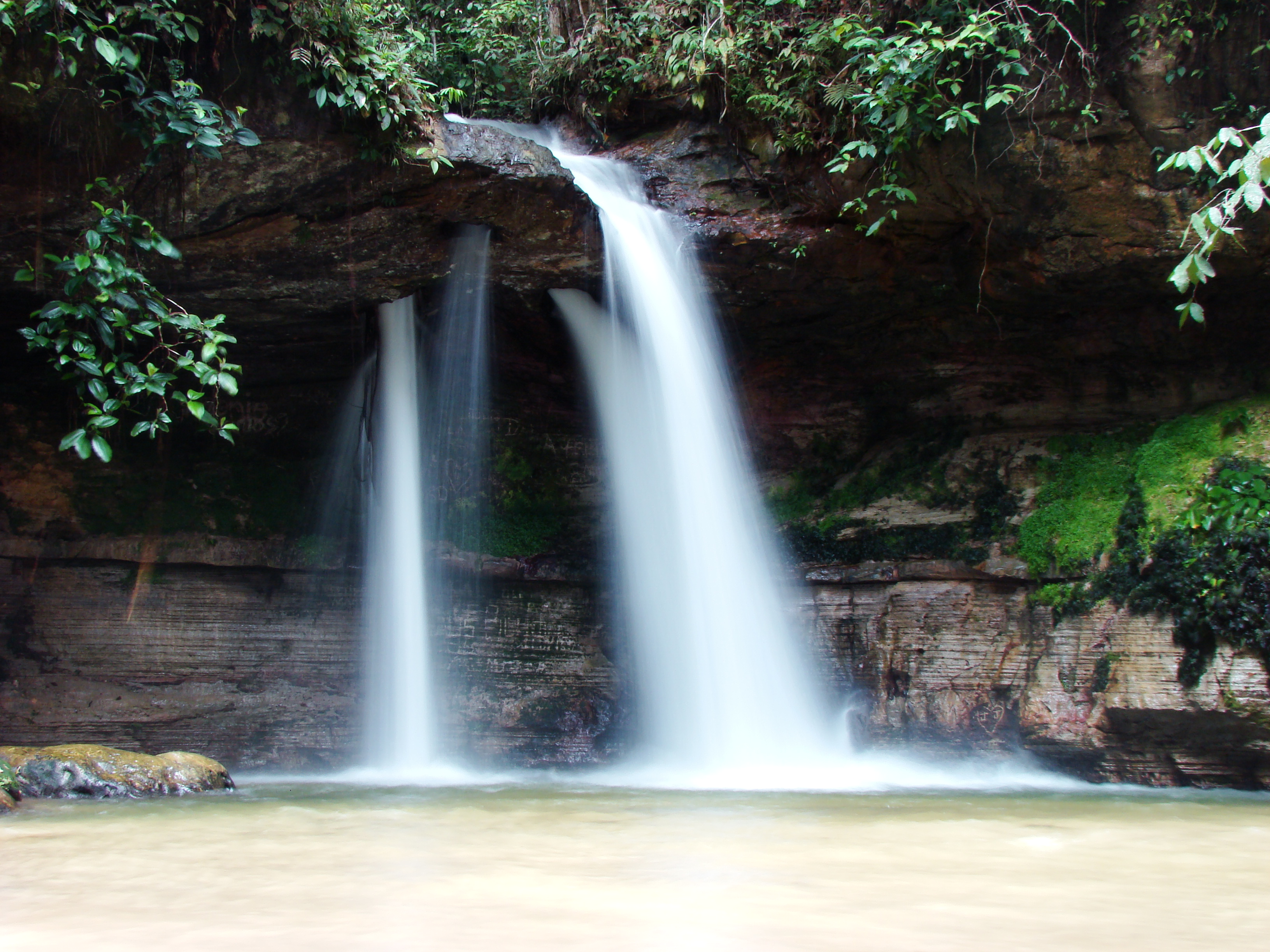
Pedra-Furada-Wasserfall
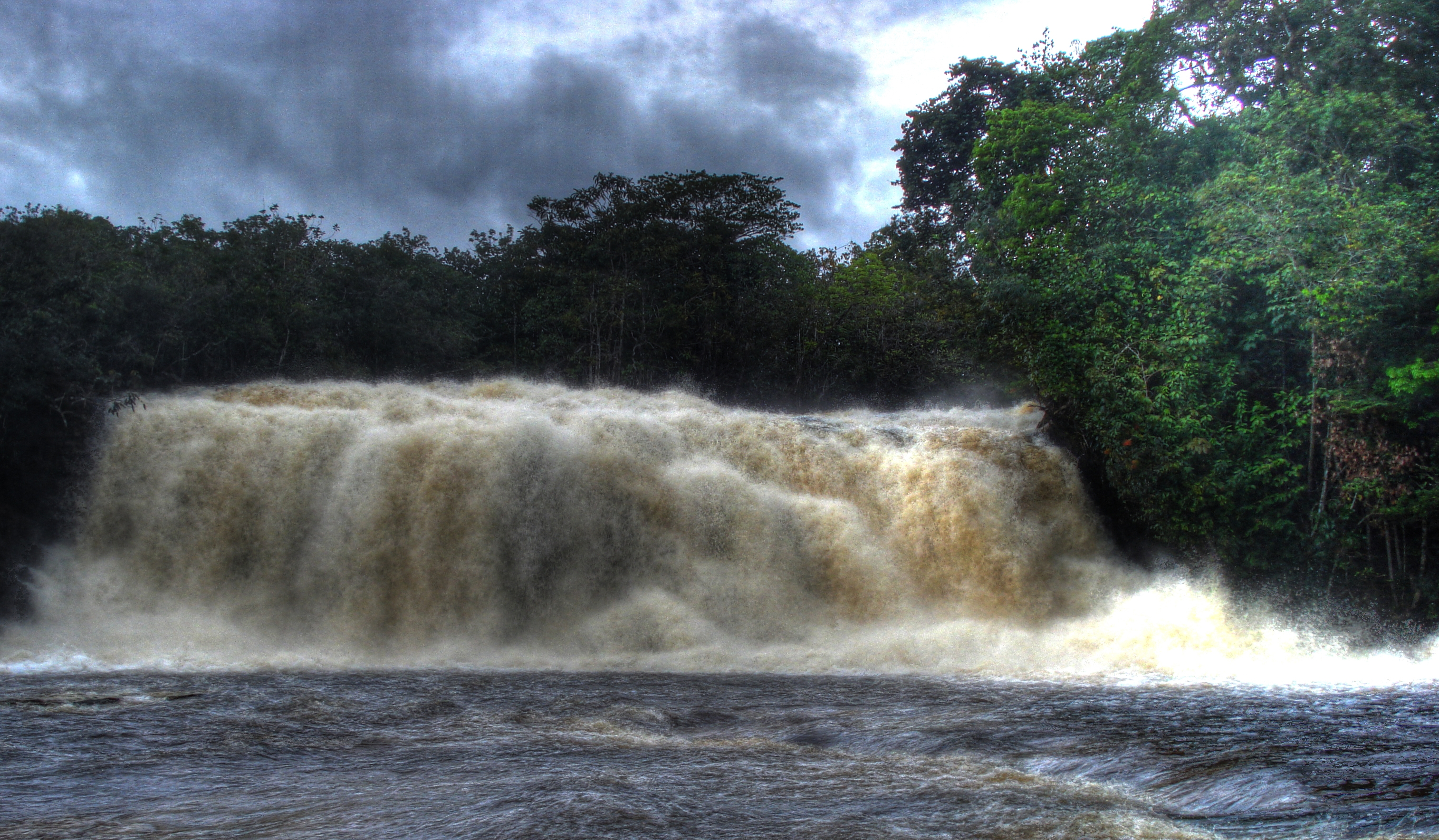
Iracema-Wasserfall
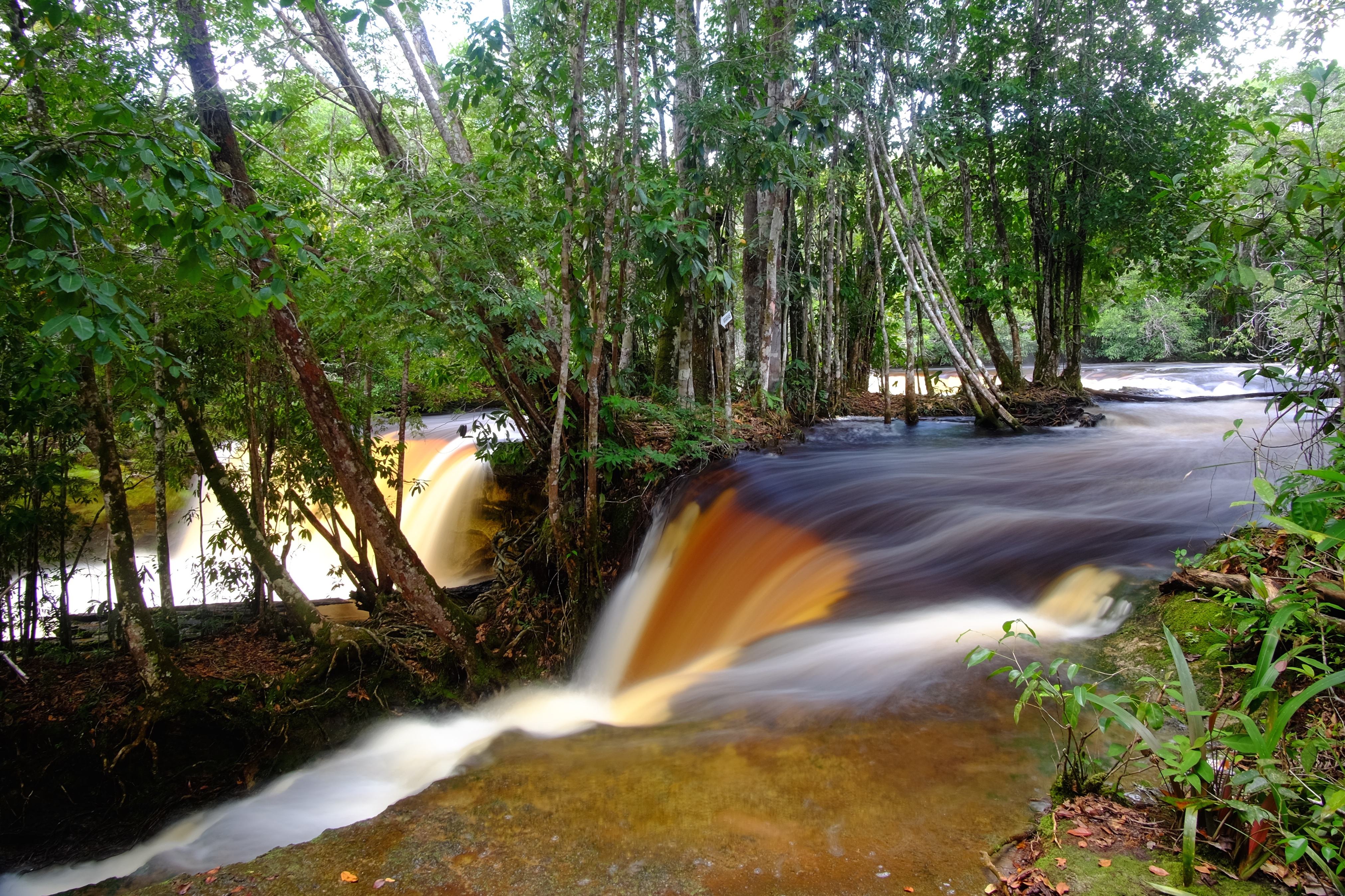
Araras-Wasserfall